# پل داگلاس
پل داگلاس (به انگلیسی: Paul Douglas) سناتور سابق عضو حزب دموکرات ایالات متحده آمریکا بود. وی در سال ۱۹۴۹ تا ۱۹۶۷ میلادی سناتور ایالت ایلی‌نوی در سنای ایالات متحده آمریکا بود.